# Ядерна безпека
Ядерна безпека — дотримання норм, правил, стандартів та умов використання ядерних матеріалів, що забезпечують радіаційну безпеку.